# Gomfoterijum
Gomfoterijum je rod izumrlih surlaša koji je živeo u  periodu Neogena i ranog Pleistocena. Gomfoterijum je nastanjivao prostore Evroazije, posebno Azije, Afrike i Severne Amerike. Gomfoterijum je bio biljojed.

## Opis
Gomfoterijum je imao četiri kljove, prve dve su izbijale iz gornje, a druge dve kljove iz donje vilice.  Gomfoterijum je bio dugačak 5 metra, a visok 3 metra i težak 4 do 5 tona. Gornje kljove kod gomfoterijuma su bile kao ravne i dugačke, dok su na donjoj vilici kljove bile ravne, u obliku lopate.

## Galerija
- Ilustracija glave gomfoterijuma
- Veličine i skeleti dve podvrste gomfoterijuma G. productum(desno) i G. steinheimense
- Rekonstrukcija Gomphotherium angustidens
- Skelet Gomphotherium productum u Američkom prirodnjačkom muzeju u Njujorku
- Vilica gomfoterijuma
- Model gomfoterijuma
- Zubi gomfoterijuma

## Vrste
Identifikovano je tri vrste gomfoterijuma:
- Gomphotherium productum
- Gomphotherium angustidens
- Gomphotherium steinheimense

## Spoljašnje veze
- Gomfoterijum na prehistoric-wildlife.com Архивирано на веб-сајту  (15. јануар 2023)